# Siseta comuna
La siseta (Tringa stagnatilis) és una espècie d'ocell de la família dels escolopàcids (Scolopacidae) que en estiu habita aiguamolls i prats humits des del sud-est d'Europa cap a l'est, a través del sud de Rússia i nord del Kazakhstan fins al sud de Sibèria i Manxúria. En hivern habita en Àfrica, Àsia meridional i Austràlia. Als Països Catalans és escàs i principalment es veu durant les migracions a la llarga de la costa i al delta de l'Ebre i del Llobregat i a les Albuferes de València i Mallorca.